# Ihsim
Ihsim (tiếng Ả Rập: إحسم, cũng đánh vần Ehsem) là một thị trấn ở phía tây bắc Syria, một phần hành chính của quận Ariha của Tỉnh Idlib. Theo Cục Thống kê Trung ương Syria, Maraya có dân số 5,870 trong cuộc điều tra dân số năm 2004. Đây là trung tâm hành chính của Phân khu Ihsim, bao gồm tổng cộng 19 địa phương với dân số tập thể là 65.409 trong năm 2004. Các địa phương gần đó bao gồm Iblin ở phía tây, al-Barah ở phía nam, al-Dana, Syria ở phía đông và Maraya ở phía bắc.